# 夹棍
夾棍是中國、琉球古代刑具。

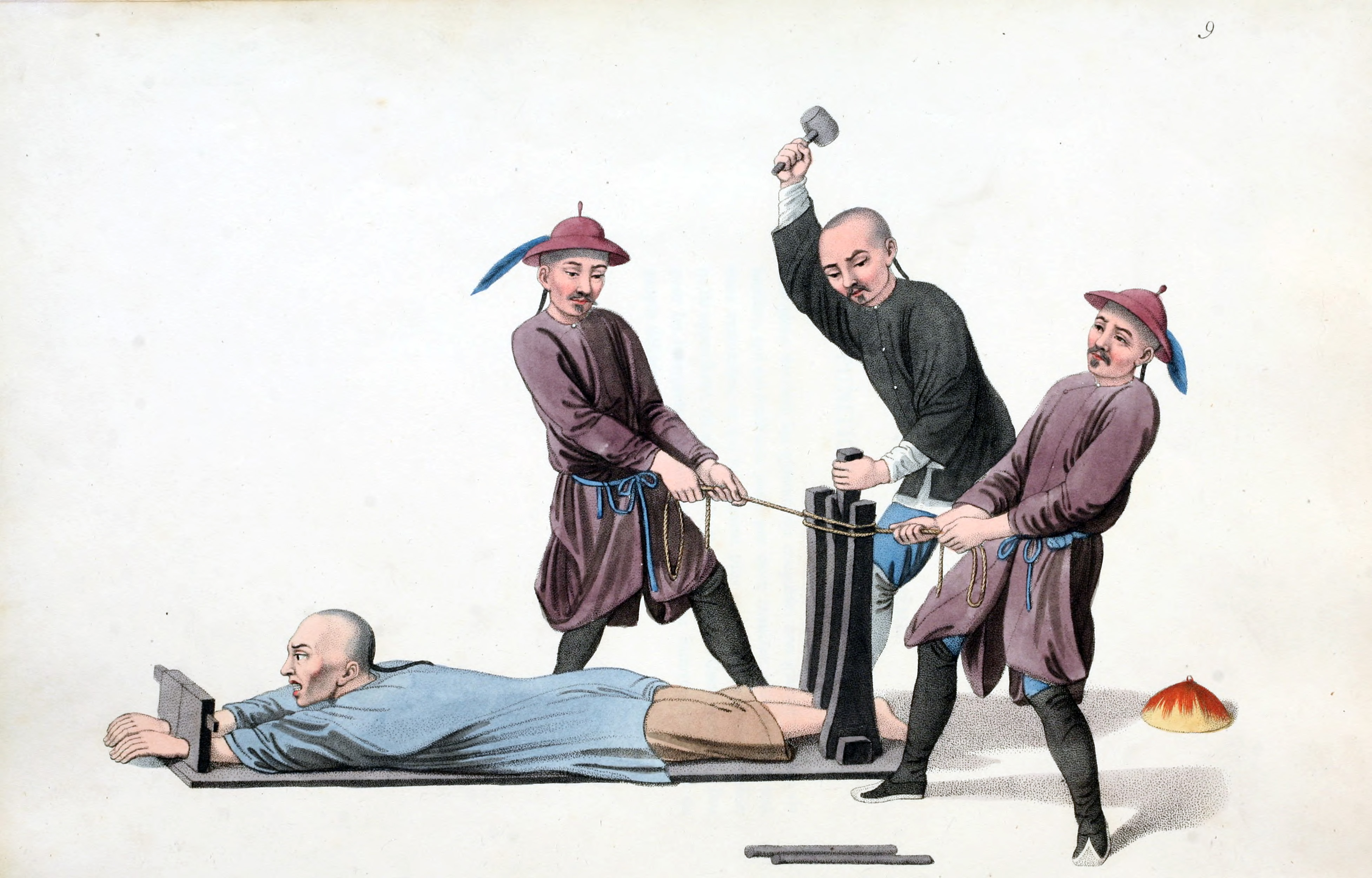
夹棍，出自1881年出版的乔治·亨利·梅森（George Henry Mason）的《中国刑罚》中的铜版画

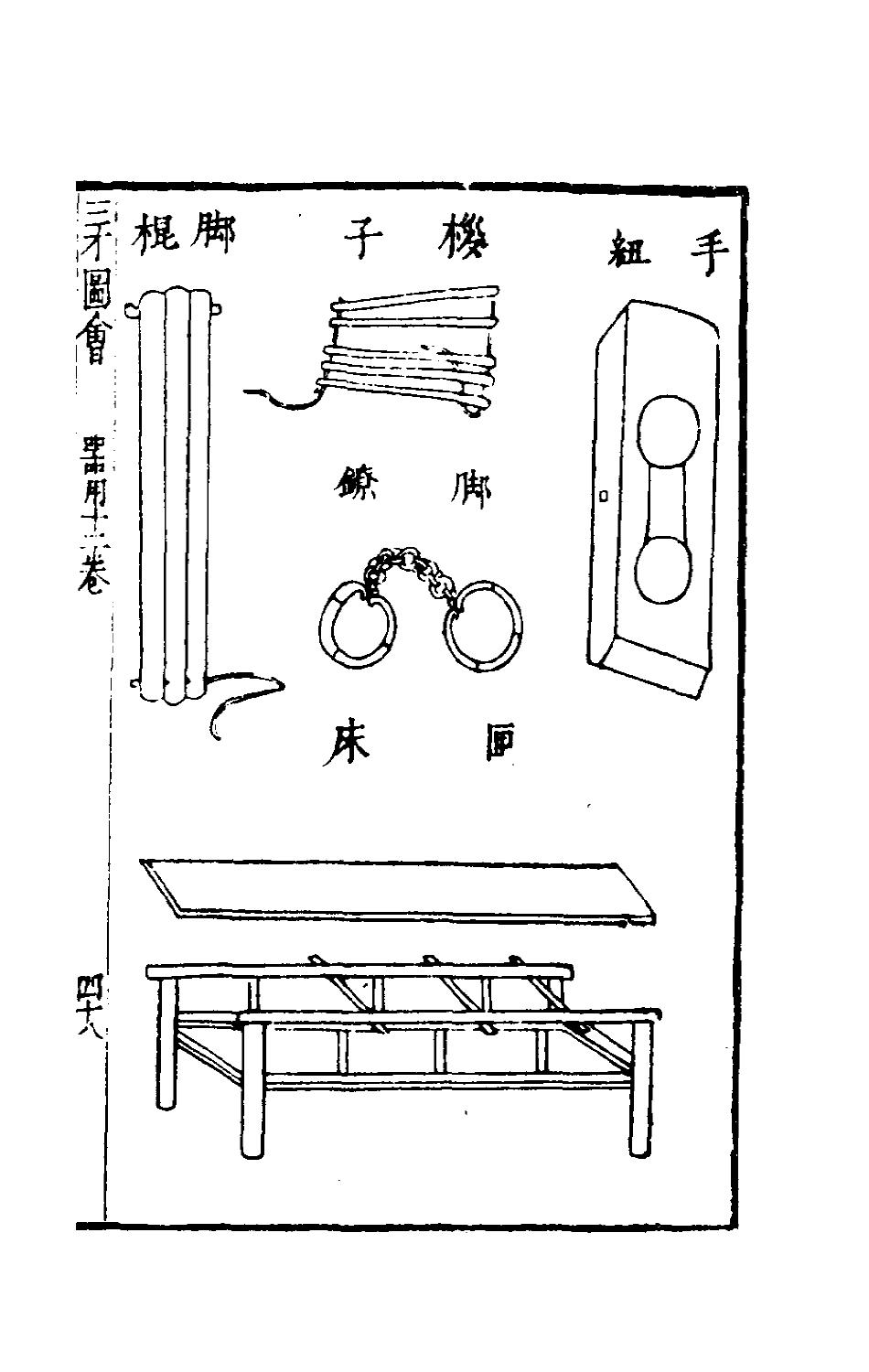
1609年《三才图会》中的刑具图

最早始於宋朝，以杨木制成，全长三尺多，行刑时夹犯人腿部。明、清两代均有夾棍之刑。《明史·刑法志三》：“全刑者曰械，曰镣，曰棍，曰桚，曰夹棍。”《清史稿·刑法志》：“强盗人命，酌用夹棍，妇人拶指。”
雖然都稱為夾棍，明清兩代的夾棍刑法在操作記載上有所不同。明《詔獄慘言》：“鐐，鐵為之，即鋃鐺也。長五六尺，盤左足上，以右足受刑，不便故也；...夾棍，楊木為之。二根長三尺餘，去地五寸許，貫以鐵條，每根中間各幫拶三副。凡夾人，則直豎其棍，一人扶之，安足其上，急束以繩，仍用棍一具支足之左使不移動。又用大槓一根，長六七尺，圍四寸。已上者，從右畔猛力敲足脛。”從前後文可知，明代至少在詔獄當中的夾棍是只對右腳施刑的，左腳被腳鐐約束著。而所謂的敲槓，則是直接以粗大木棍敲擊小腿右側，能導致粉碎性骨折。到了清代，就演變成雙腳一起在腳踝脛骨突出處受夾，並且有法定的刑具規格，不得任意改動 。清朝實施夾棍時的敲，從乔治·亨利·梅森（George Henry Mason）的《中国刑罚》圖畫中可看出，不再是直接從外敲擊脛骨，而是在中梃木當中敲入楔子，從而增加施在腳踝受力點的壓力。
夾棍雖然是可以用於訊問犯人的法定刑，但十分嚴酷，可能造成犯人死亡。清朝入關後，規定官員不能任意施用夾棍，否則必須負法律責任 。清朝皇帝亦曾多次下旨禁止濫用 。